# Hoàng Bá Chánh
Hoàng Bá Chánh (? -?), tục gọi là "cụ Ngự Quảng Cái"; là một nhà nho yêu nước trong phong trào Cần Vương kháng Pháp tại Việt Nam vào cuối thế kỷ 19.

## Tiểu sử
Quê ông ở làng Khái Đông, huyện Hòa Vang (trước thuộc tỉnh Quảng Nam, nay thuộc thành phố Đà Nẵng).
Ngày 23 tháng 5 năm Ất Dậu (5 tháng 7 năm 1885), cuộc phản công của phe chủ chiến ở Kinh thành Huế thất bại, vua Hàm Nghi phải chạy ra Quảng Trị, xuống dụ Cần vương (13 tháng 7 năm 1885). Hưởng ứng, ông cùng cụ Hường Thanh Hà (tức cụ Hường Hiệu Nguyễn Duy Hiệu) tích cực hoạt động chống Pháp trên địa bàn Trung Lộc (Quế Sơn). Bất khuất, ông Chánh thường tuyên bố:
Ninh vi kê thủ, bất vi ngưu hậu.
Có nghĩa là: 
Thà làm đầu gà, không thèm làm đuôi trâu.
Ông cùng nghĩa quân chống Pháp trong nhiều năm. Về sau, ông bị quân Pháp bắt được. Không chịu khuất phục, ông bị họ hành hình nơi bến đò Chợ Củi . Không rõ khi ấy là vào năm nào.

## Sách tham khảo
- Nguyễn Q. Thắng-Nguyễn Bá Thế, Từ điển nhân vật lịch sử Việt Nam, mục từ: "Hoàng Bá Chánh" (tr. 225). Nhà xuất bản Khoa học xã hội, Hà Nội, 1992.